# Cronologia della metropolitana di Londra
La metropolitana di Londra inizialmente non era unita in quanto vi erano più entità distinte che operavano su linee differenti (in particolare le più operative furono la Metropolitan Railway, MR, e la Metropolitan District Railway, MDR). Solo dopo tutte le linee si uniranno in un'unica metropolitana, la London Underground, operata da un ente chiamata Transport for London, spesso abbreviato in TfL.
Questa cronologia illustra date significanti nella storia della metropolitana e i nomi utilizzati per le stazioni sono quelli odierni (bisogna ricordare che molte stazioni hanno cambiato il loro nome durante il corso della storia).

## Premessa
Questa cronologia fa largo uso delle sigle: per esempio, la Metropolitan Railway verrà denominata MR e la Metropolitan District Railway verrà chiamata MDR. Per facilitare la lettura della voce, sono riportati i significati delle sigle.
- A&BR = Aylesbury and Buckingham Railway
- C&SLR = City and South London Railway
- CLR = Central London Railway
- EH&LR = Edgware, Highgate and London Railway
- ELR = East London Railway[nota 1]
- GLC = Greater London Council
- GN&CR = Great Northern and City Railway
- GNR = Great Northern Railway
- LPTB = London Passenger Transport Board
- LRT = London Regional Transport
- LTB = London Transport Board
- LTE = London Transport Executive
- MDR = Metropolitan District Railway
- MR = Metropolitan Railway
- TfL = Transport for London
- UERL = Underground Electric Railways Company of London

## 1820-1839

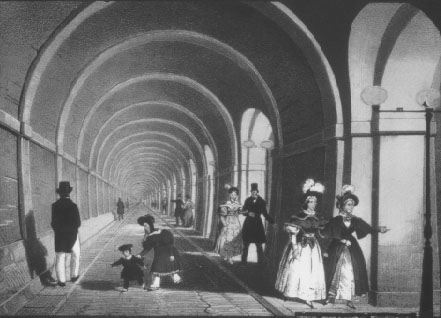
Il Thames Tunnel, adibito a tunnel pedonale.

1825
Marc Brunel inizia a costruire il Thames Tunnel sotto al Tamigi fra Wapping e Rotherithe. I lavori procedono lentamente e verrà fermato numerose volte prima del suo completamento.

## 1840-1849
1843
Il Thames Tunnel apre come un tunnel pedonale.
1845
Charles Pearson, solicitor della città di Londra, promuove l'idea di una metropolitana che collega i vari luoghi della City.

## 1850-1859
1854
La Metropolitan Railway (MR) è incorporata nella metropolitana e assicura dei prolungamenti che arrivano fino a Paddington.
1856
L'Eastern Counties Railway (ECR) apre una linea da Leyton a Loughton.

## 1860-1869
1860

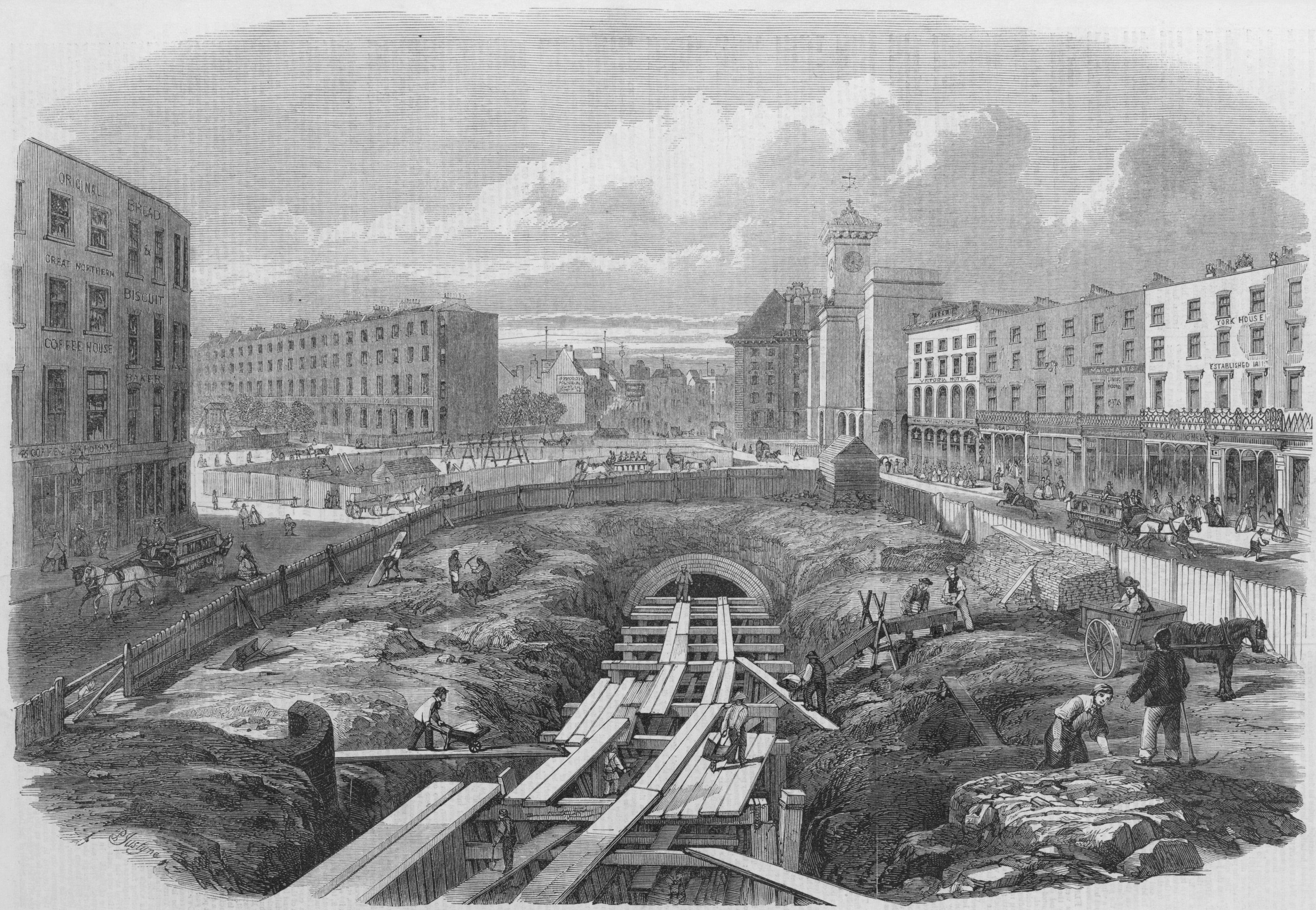
Costruzione dei tunnel della Metropolitan Railway vicino King's Cross.

Ora viene incorporata l'Aylesbury and Buckingham Railway.
1862
L'Edgware, Highgate and London Railway (EH&LR) è incorporata e ottiene fondi per costruire un collegamento fra Finsbury Park ed Edgware.
1863
La MR apre la prima ferrovia metropolitana nel mondo: un tratto di sette stazioni fra Paddington (Bishop's Road) e Farringdon Street.
1864
- La MR apre la Hammersmith & City Railway, il primo tratto è incorporato fra Paddington e i due capilinea di Hammersmith e Kensington.
- La Metropolitan District Railway (MDR) è incorporata[9][10].

1865
- La MR si estende fino a Moorgate Street, rilocando la stazione di Farringdon Street.
- L'East London Railway (ELR) acquista il Thames Tunnel per convertirlo in una ferrovia[2].
- L'ECR si estende fino a Ongar[5].

1866
Apre la stazione di Westbourne Park.
1867
L'EH&LR apre il tratto fra Finsbury Park ed Edgware.
1868
- La MR apre la Metropolitan and St John's Wood Railway, una piccola diramazione compresa fra Baker Street e Swiss Cottage[8], la prima ad essere selezionata come la compagnia che avrebbe fornito eventuali estensioni nel Middlesex, Hertfordshire e nel Buckinghamshire.
- La MR si estende a Brompton (Gloucester Road) con una nuova diramazione[8][12].
- Il capolinea di Hammersmith è rilocato a sud.
- Apre la stazione di Latimer Road.
- La MDR apre il suo primo tratto, fra Westminster Bridge e il nuovo capolinea della MR a South Kensington[8].
- L'A&BR è inaugurata fra Aylesbury e Verney Junction[13].
- Il capolinea di Kensington è rinominato Kensington (Addison Road).

1869
- La MDR si estende fino a West Brompton[8].
- Apre la stazione di Uxbridge Road.
- La stazione di Notting Hill è rinominata Notting Hill (Ladbroke Grove).
- L'ELR inaugura il suo primo tratto fra New Cross e Wapping. Si utilizza per la prima volta il Thames Tunnel per scopi ferroviari[2].
- Il London and South Western Railway (L&SWR) si estende fino a Richmond[14].

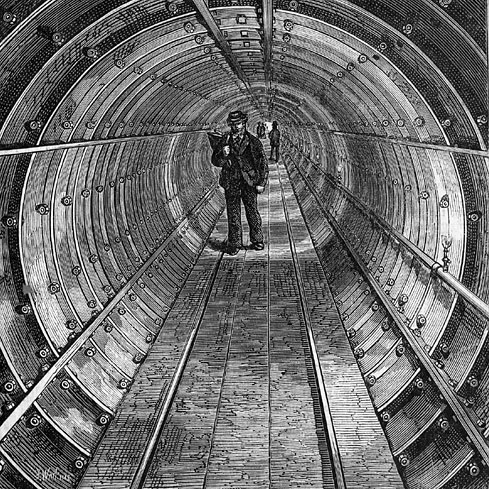
La Tower Subway nel 1870.

## 1870-1879
1870
- Apre la Tower Subway, poi adibita (come accadde per un periodo al Thames Tunnel) a tunnel pedonale. Questo tunnel inaugurò nuove tecniche di costruzione di tunnel che sarebbero in seguito state usate per gran parte delle linee della metropolitana di Londra[15].
- La MDR si estende fino a Blackfriars[8][16].

1871
- La MDR si estende fino a Mansion House[8].
- Apre una nuova diramazione della MDR fra West Brompton e Kensington (High Street).
- Apre la stazione di Earl's Court[17].
- La MDR è rinominata District Railway.
- Apre la stazione di Royal Oak.
- La stazione di Westbourne Park è rilocata.
- La neonata Brill Tramway opera le stazioni fra Quainton Road e Wood Siding[13].

1872
- La Brill Tramway si estende fino a Brill[13].
- Estensione della DR da Earl's Court a Kensington (Addison Road) con una nuova diramazione, che va così a formare l'Outer Circle[8].
- La Great Northern Railway (GNR) si estende fino ad High Barnet[18].

1873
La GNR crea il tratto fra Highgate e Alexandra Palace.
1874
- La DR si estende fino a Hammersmith con una nuova diramazione[8].
- I finanzieri della City of London istituiscono la Metropolitan Inner Circle Completion Railway per completare l'Inner Circle collegando il capolinea della DR a Mansion House con il capolinea pianificato della MR ad Aldgate[20].

1875
- La MR si estende fino a Liverpool Street[8].
- Il raccordo con la stazione ferroviaria di Liverpool Street è sostituito da una stazione sotterranea, chiamata Bishopsgate.

1876
- La MR si estende ad Aldgate[8].
- La stazione North End (Fulham) è rinominata West Kensington.
- L'ERL si estende da Wapping a Shoreditch[2].

1877
La DR si estende da Hammersmith a Richmond. La MR attiva un servizio lungo la stessa linea, realizzando una nuova stazione chiamata Hammersmith (Grove Road).
1878
La stazione di Earl's Court è rilocata.
1879
- La MR si estende fino a West Hampstead, e successivamente a Willesden Green[8].
- La MR completa la Metropolitan Inner Circle Completion Railway[20].
- La DR si estende da Turnham Green a Ealing Broadway lungo una nuova diramazione[8].

## 1880-1889
1880
- La DR si estende fino a Putney Bridge & Fulham[8].
- La MR si estende fino a Harrow[8].
- Le stazioni Notting Hill (Ladbroke Grove) e Kensington (High Street) sono rinominate rispettivamente Notting Hill & Ladbroke Grove e High Street Kensington.
- L'ERL apre una nuova diramazione fino a New Cross.

1882
La MR si estende fino a Tower of London.
1883
- La DR apre un servizio fra Ealing Broadway e Windsor.
- La DR si estende da Mill Hill Park a Hounslow[8].

1884
- La City of London e la Southwark Subway decidono di costruire una ferrovia che collega la City a Elephant & Castle[21].
- La DR si estende a Hounslow Barracks[8], trasformando il capolinea di Hounslow in una breve diramazione.
- Le stazioni di West Drayton e Slough sono rilocate.
- La MR e la DR connettono Mansion House con la stazione di Tower of London, completando l'Inner Circle[8].
- La MR e la DR si estendono fino a St. Mary's, e attivano servizi da questa stazione lungo l'ERL[8].
- La DR si estende fino a Whitechapel (Mile End)[8].
- La stazione Tower of London è chiusa al traffico, trovandosi eccessivamente vicina alla appena inaugurata Mark Lane.
- La stazione Eastcheap è rinominata Monument.
- La stazione Hounslow è rinominata Hounslow Town.

1885
- La MR si estende fino a Pinner[8].
- La stazione Finchley Road è rinominata Finchley Road (South Hampstead).
- Il servizio della DR fra Ealing Broadway e Windsor & Eton Central viene dismesso.

1886
- Il capolinea di diramazione di Hounslow Town è chiuso, e un nuovo impianto viene inaugurato con il nome di Heston - Hounslow.
- La stazione di New Cross, servita dalla DR, è rilocata.
- La stazione Ealing Common è rinominata Ealing Common & West Acton.

1887
- La stazione Acton Green è rinominata Chiswick Park & Acton Green.
- La MR si estende fino a Rickmansworth[8].

1888
La stazione di Shaftesbury Road è rinominata Ravenscourt Park.
1889
- La DR si estende da Putney Bridge & Fulham, connettendosi con la L&SWR ad East Putney e arrivando fino a Wimbledon[8].
- La MR si estende fino a Chesham.

## 1890-1899
1890

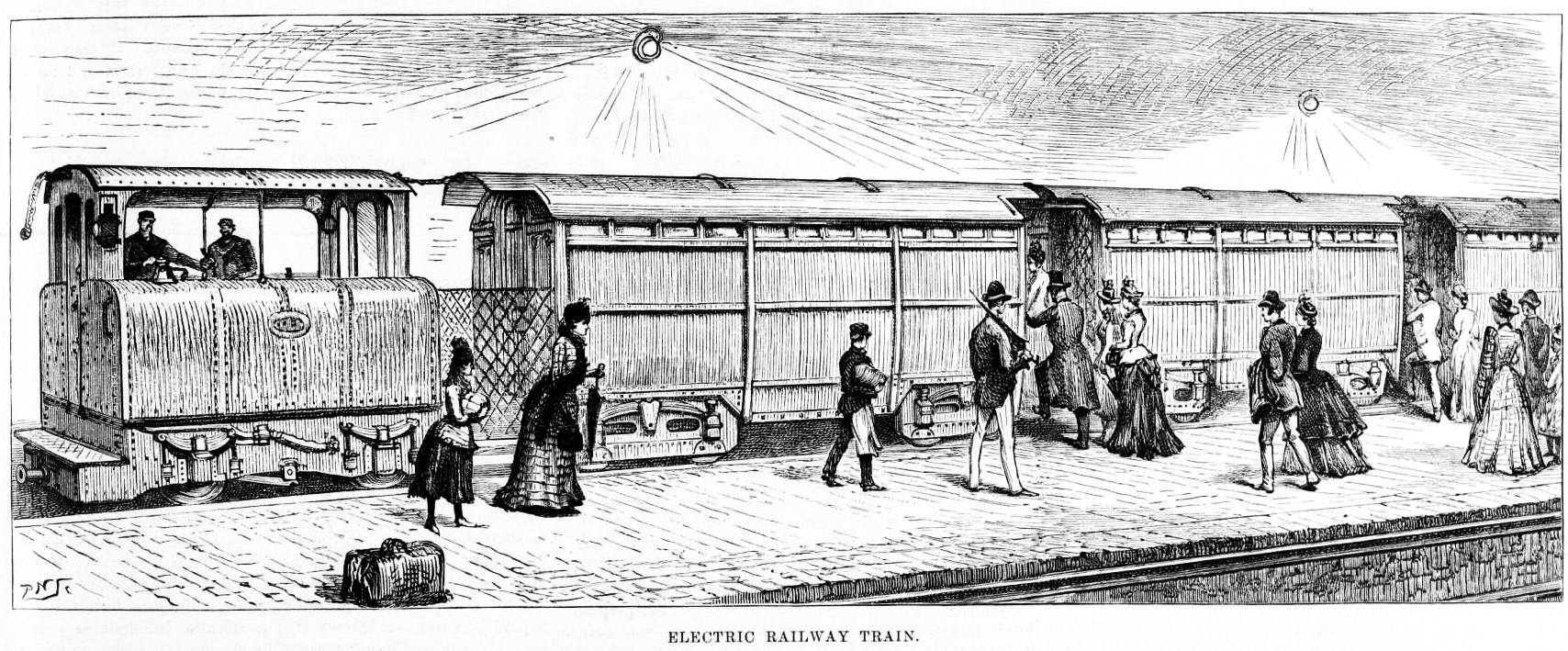
Un treno elettrico della City and South London Railway.

- La City of London & Southwark Subway cambia nome in City & South London Railway[22] e inaugura il suo primo tratto fra Stockwell e King William Street, la prima ferrovia metropolitana operata con treni elettrici[8].
- La CLR inizia a operare nel tratto fra Bank e Shepherd's Bush[23].

1891
La MR prende possesso della A&BR.
1892
- La MR si estende da Chalfont Road a Quainton Road, connettendosi con la A&BR[8].
- La Great Northern & City Railway (GN&CR) ottiene fondi per costruire un tunnel che collega Moorgate a Finsbury Park[24].

1893
- La Charing Cross, Euston and Hampstead Railway (CCE&HR) ottiene fondi per costruire un tunnel che collega Charing Cross (a quei tempi Strand) ad Hampstead[25].
- La Baker Street and Waterloo Railway (BS&WR) ottiene fondi per costruire un tunnel che collega Waterloo e Baker Street[26].
- La stazione di Aylesbury è rilocata: il nuovo impianto apre il capodanno seguente.

1894
- Apre la stazione di Wembley Park.
- La stazione di Harrow è rinominata Harrow-On-The-Hill.
- La stazione di Willesden Green è rinominata Willesden Green & Cricklewood.
- La stazione di The Oval è rinominata Oval.

1896
La stazione di Quainton Road è rilocata.
1897
- Apre la stazione di Waddesdon Manor.
- La Brompton & Piccadilly Circus Railway ottiene fondi per costruire un tunnel che collega Piccadilly Circus e South Kensington[27].
- La DR ottiene fondi per costruire un tratto di metropolitana fra Gloucester Road e Mansion House[27].
- Alcuni anarchici fanno esplodere una bomba in un treno della MR ad Aldersgate Street, causando 1 morto e 60 feriti[28].

1898
- La City & Brixton Railway inizia a raccogliere fondi per la costruzione di un tunnel della metropolitana che collega King William Street a Brixton[29].
- Apre la Waterloo & City Railway fra Waterloo e Bank[8].

1899
- La Great Northern and Strand Railway inizia a raccogliere fondi per una ferrovia che collega Wood Green a Charing Cross[30].
- La MR comincia ad operare sulla Brill Tramway, [8].

## 1900-1909
1900
- La C&SLR chiude la stazione di King William Street e si estende a nord fino a Moorgate e a sud fino a Clapham Common[8].
- La stazione di Shadwell è rinominata Shadwell & St. George-in-the-East.
- La Central London Railway inaugura il suo primo tratto fra Bank e Shepherd's Bush[8].
- Apre la stazione di Bond Street.
- Charles Yerkes prende possesso della CCE&HR[31].
- La London & Globe Finance Corporation e il BS&WR falliscono a causa della causa fatta da Whitaker Wright[32].

1901
- La stazione di Whitechapel (Mile End) è rinominata Whitechapel.
- La C&SLR si estende fino ad Angel[8].
- Yerkes si impossessa di parte della DR, della Brompton and Piccadilly Circus Railway e della Great Northern and Strand Railway e unisce i loro percorsi per formare la Great Northern, Piccadilly and Brompton Railway (GNP&BR)[33].

1902
- Yerkes si impossessa della BS&WR[33].
- Yerkes fonda la Underground Electric Railways Company of London (UERL) come la compagnia che gestisce i tratti della metropolitana sotto il suo controllo[33].
- La DR si estende fino ad Upminster[8].
- Aprono le stazioni di Bow Road e Stepney Green.
- La stazione Putney Bridge & Fulham è rinominata Fulham Green & Hurlingham.
- Viene fondata l'Edgware & Hampstead Railway per costruire una ferrovia da Golders Green ad Edgware[34].

1903
- Riapre la stazione di Hounslow Town.
- La C&SLR si impossessa della City and Brixton Railway[35].
- La MDR apre una nuova diramazione da Ealing Common & West Acton a South Harrow[8].
- Viene fondata la Watford and Edgware Railway per costruire una ferrovia da Edgware a Watford[36].
- La CCE&HR si impossessa della Edgware & Hampstead Railway[37].

1904
- La GN&CR è inaugurata fra Finsbury Park e Moorgate.
- Apre la stazione di Highbury.
- La MR apre una diramazione da Harrow-on-the-Hill ad Uxbridge[8].
- Whitaker Wright si suicida ingoiando del cianuro dopo essere stato accusato di frode[32].

1905
- La stazione di Hounslow Town è dotata di un nuovo raccordo che la colleghi alla ferrovia per Hounslow Barracks, cessando così di essere un capolinea.
- La DR attiva una diramazione a binario singolo fra Mill Hill Park e South Acton, operandovi un servizio navetta.
- L'UERL apre la Lots Road Power Station per fornire elettricità alle imminenti linee della metropolitana della DR e dell'UERL[38].
- La MR e la DR sostituiscono i treni a vapore con treni elettrici nella maggior parte delle linee[39].
- La DR termina il servizio fra St. Mary's e New Cross[8].
- Apre la stazione di Ickenham.
- La DR termina il servizio fra East Ham e Upminster[8].
- Apre la stazione di Barons Court.
- Charles Yerkes muore e viene sostituito da Edgar Speyer[40].

1906
- Sir George Gibb diventa l'amministratore delegato dell'UERL[41].
- Frank Pick, il futuro amministratore delegato e vicepresidente del consiglio di amministrazione del London Transport, inizia a lavorare per l'UERL[42].
- La Baker Street & Waterloo Railway inaugura il suo primo tratto fra Baker Street e Kennington Road, raggiungendo poi Elephant & Castle[8][43]. La ferrovia è rinominata Bakerloo Railway, divenendo nota colloquialmente come la Bakerloo Tube.
- La stazione di Kennington Road è rinominata Westminster Bridge Road.
- Aprono le stazioni di Rayners Lane ed Eastcote.
- La MR smette di operare fra St Mary's (Whitechapel Road) e New Cross, in attesa di elettricità dall'ERL, e stabilisce il capolinea a Whitechapel[8][39].
- La MR non opera più fra Hammersmith e Richmond[8].
- La GNP&BR inizia ad operare fra Finsbury Park ed Hammersmith[8]. Inizia ad essere conosciuta come Piccadilly Tube.

1907
- La GNP&BR attiva il proprio interscambio con la stazione di South Kensington.
- Apre la stazione di Down Street.
- La Bakerloo Railway si estende a Great Central.
- Apre la stazione di Covent Garden.
- Albert Stanley, il futuro presidente del consiglio di amministrazione, inizia a lavorare per l'UERL[44].
- La C&SLR si estende fino a Euston[8].
- La Bakerloo tube si estende fino ad Edgware Road[8].
- La CCE&HR apre fra Golders Green, Highgate[45] e Charing Cross[8]. Diviene nota al pubblico come la Hampstead Tube.
- La GNP&BR inizia ad operare fra Holborn e Strand[8][46].
- La stazione Westminster Bridge è rinominata Westminster.
- La stazione Brompton (Gloucester Road) è rinominata Gloucester Road.

1908
- Le stazioni Tottenham Court Road e Oxford Street sono rinominate rispettivamente Goodge Street e Tottenham Court Road.
- La MDR riattiva il servizio fra East Ham e Barking[8].
- Apre la stazione di Northfields (Ealing).
- Apre la stazione di Wood Lane (Exhibition).
- La CLR si estende fino a Wood Lane[8].
- Apre la stazione di Preston Road Halt for Uxendon and Kenton, presto rinominata Preston Road.
- La stazione di Euston Road è rinominata Warren Street.
- Le compagnie della metropolitana iniziano ad usare il termine "Underground" per ragioni di marketing[47].
- Viene creato il primo segnale delle stazioni della metropolitana di Londra, in inglese conosciuto come roundel[48].

1909
- Apre la stazione di Hounslow Town lungo la linea principale, chiudendo così la vecchia stazione di testa.
- Apre la stazione di Dollis Hill.
- Le stazioni di Gower Street e Bishopsgate sono rinominate rispettivamente Euston Square e Liverpool Street.

## 1910-1919
1910
- La stazione Kingsbury & Neasden è rinominata Neasden & Kingsbury.
- La DR si estende da South Harrow per connettersi con la MR a Rayners Lane, e si estende fino ad Uxbridge[8].
- Le stazioni di Ealing Common & West Acton, Mill Hill Park e Chiswick Park & Acton Green sono rinominate rispettivamente Ealing Common, Acton Town e Chiswick Park.
- Apre la stazione di Sandy Lodge.
- La DR inizia ad operare a Southend-on-Sea[8].
- Si forma la London Electric Railway (LER) dall'unione di tre differenti compagnie: la Bakerloo Railway, la Great Northern, Piccadilly & Brompton Railway e la Charing Cross, Euston & Hampstead Railway sono rinominate rispettivamente Bakerloo Line, Piccadilly Line e Hampstead & Highgate Line[49][50][nota 2].
- La stazione di Perivale-Alperton è rinominata Alperton.
- La stazione di Aldersgate Street è rinominata Aldersgate.

1911
- Le prime scale mobili della rete sono installate ad Earl's Court[51].
- Le stazioni Northfield (Ealing) e Boston Road sono rinominate rispettivamente Northfields & Little Ealing e Boston Manor.

1912
- Apre la stazione di Stamford Brook.
- La CLR si estende fino a Liverpool Street[8].
- Apre la stazione di Ruislip Manor Halt, poi rinominata Ruislip Manor.

1913
- L'UERL acquista la C&SLR e la CLR[52].
- La MR prende controllo dell'ELR e della GN&CR[52].
- Dopo l'elettrificazione dell'ELR, la MR inizia a rioperare fra St. Mary's e New Cross; è istituito un secondo servizio, sempre gestito dalla MR, fra New Cross e Shoreditch[8][39].
- Apre la stazione di West Harrow.
- La Bakerloo Line si estende fino a Paddington[8][53].

1914
- Chiude il vecchio impianto di Shepherd's Bush sulla MR, e due stazioni adiacenti aprono in sostituzione: la prima con lo stesso nome e la seconda chiamata Goldhawk Road.
- La Hampstead & Highgate Line si estende fino a Charing Cross (Embankment): la stazione di Charing Cross è rinominata Charing Cross (Strand), e quella di Embankment Charing Cross (Embankment)[8][54].
- Chiude la stazione di Wood Lane (Exhibition).
- La stazione di Finchley Road (South Hampstead) è rinominata Finchley Road.

1915
- La Bakerloo Line si estende a Queen's Park, arrivando poi fino a Willesden Junction.[8]
- Apre la stazione di North Harrow.
- La stazione di interscambio di Charing Cross (Embankment) è rinominata Charing Cross, e la stazione di Charing Cross (Strand) Strand. La stazione omonima della Piccadilly Line è rinominata Aldwych.
- Apre la stazione di Maida Vale.
- Le stazioni di Chalfont Road e Chorley Wood sono rinominate rispettivamente Chalfont & Latimer e Chorley Wood & Chenies.
- La MR inizia a pubblicare la rivista Metro-Land, che promuove l'utilizzo della sua linea. Il nome della rivista diviene un sinonimo dei sobborghi settentrionali di Londra che stanno per essere serviti dalla metropolitana[55].
- Sir Edgar Speyer si dimette dal ruolo di presidente del consiglio di amministrazione dell'Underground Geoup. Viene sostituito da Lord George Hamilton[55].

1916
- Apre la stazione di Kensal Green.
- Edward Johnston realizza il carattere utilizzato nella metropolitana, "Johnston"[56][nota 3].

1917
- Chiude la stazione di Ruislip Manor.
- Le stazioni di Portland Road, Great Central e Westminster Bridge Road sono rinominate rispettivamente Great Portland Street, Marylebone e Lambeth (North).
- Edward Johnston crea un nuovo roundel per permettere l'utilizzo del suo font[48].
- La Bakerloo Tube si estende fino a Watford Junction[8].
- Apre la stazione di Stonebridge Park.

1918
La stazione di Shadwell & St. George-in-the-East è rinominata Shadwell.
1919
- Riapre la stazione di Ruislip Manor.
- Sir Albert Stanley sostituisce Lord George Hamilton come presidente del consiglio di amministrazione dell'Underground Group[44].
- Apre la stazione di Carpenders Park.
- La stazione di Notting Hill & Ladbroke Grove è rinominata Ladbroke Grove (North Kensington).

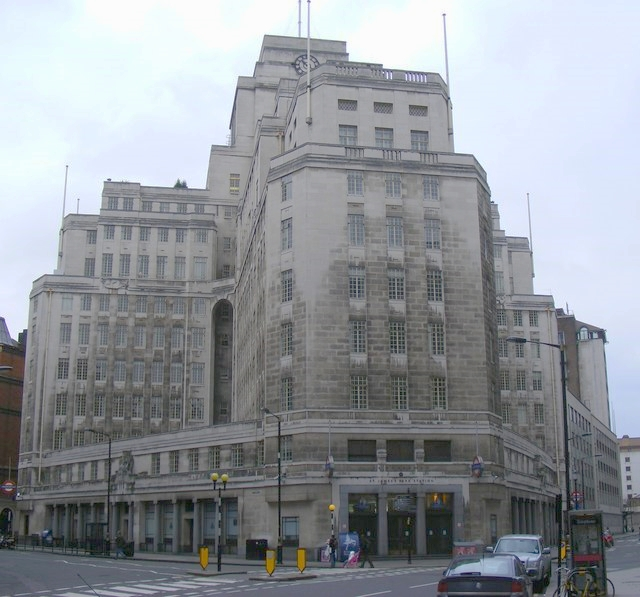
Il 55 Broadway.

## 1920-1929
1920
- La stazione di Pinner & Hatch End è rinominata Hatch End (for Pinner).
- Riapre la stazione di Wood Lane (Exhibition), rinominata Wood Lane (White City).
- La CLR si estende da Wood Lane, per la quale sono costruite nuove banchine, a Ealing Broadway[8].
- La stazione di Grandborough Road è rinominata Granborough Road.

1922
- Le stazioni di Farringdon Street e Amersham sono rinominate rispettivamente Farringdon & High Holborn e Amersham & Chesham Bois.
- L'Underground Group acquista la Watford and Edgware Railway[nota 4] per estendere la Hampstead Tube fino a Watford[57].
- Le stazioni di Highbury ed Essex Road sono rinominate rispettivamente Highbury & Islington e Canonbury & Essex Road.
- Chiude la stazione di City Road.
- Le stazioni di Waddesdon e Waddesdon Manor sono rinominate rispettivamente Waddesdon Road e Waddesdon

1923
- La stazione di St. Mary's è rinominata St. Mary's (Whitechapel Road).
- Apre la stazione di Northwick Park & Kenton.
- Le stazioni di New Cross e Sandy Lodge sono rinominate rispettivamente New Cross Gate e Moor Park & Sandy Lodge.
- Aprono le stazioni di West Acton e North Acton.
- La Hampstead & Highgate Line si estende fino a Hendon Central[8].
- Apre la stazione di Hillingdon.
- La stazione di Bayswater è rinominata Bayswater (Queen's Road) & Westbourne Grove.
- Le stazioni di Great Portland Street ed Aldersgate sono rinominate rispettivamente Great Portland Street & Regent's Park ed Aldersgate & Barbican.

1924
- La stazione di West Ham è rinominata West Ham (Manor Road).
- La stazione di Moorgate Street è rinominata Moorgate.
- La C&SLR si connette con la Hampstead & Highgate Line tramite Camden Town[8][58].
- Chiude la stazione di South Kentish Town[59].
- La Hampstead & Highgate Line si estende fino ad Edgware[8].
- Apre la stazione di Burnt Oak.

1925
- La stazione di St. John's Wood Road è rinominata St John's Wood.
- La MR si estende da Moor Park & Sandy Lodge a Watford lungo una nuova diramazione[8].
- Le stazioni di Hounslow Town, Heston-Hounslow e Hounslow Barracks sono rinominate rispettivamente Hounslow East, Hounslow Central e Hounslow West.
- La stazione di King's Cross sulla MR è rinominata King's Cross & St. Pancras.

1926
- La Hampstead & Highgate Line si estende da Charing Cross a Kennington[8].
- La stazione di Clapham Road è rinominata Clapham North, e la C&SLR si estende fino a Morden.
- La DR si estende lungo i binari della MR, da High Street Kensington ad Edgware Road.
- Apre la stazione di Balham.

1929
Apre un edificio chiamato 55 Broadway. Viene utilizzato come la sede dell'Underground Group.

## 1930-1939
1930
- La MR si estende fino a Stanmore[8].
- La Piccadilly Line si estende da Finsbury Park ad Arnos Grove e da Hammersmith a South Harrow[8].
- Ritornano i servizi della District Line fra Barking ed Upminster.
- Termina la pubblicazione di Metro-Land.

1933
- La Piccadilly Line si estende da Arnos Grove a Cockfosters.
- La Piccadilly Line si estende da Acton Town ad Hounslow West e da South Harrow ad Uxbridge. Sono ritirati i servizi della District Line fra Acton Town ed Uxbridge.

1933
Viene pubblicata la cartina della metropolitana di Harry Beck in un opuscolo. È un immediato successo.
1935
- Chiude la Brill Tramway[8].
- La LPTB annuncia il New Works Programme, un piano di cinque anni il cui scopo è quello di modernizzare ed estendere la rete metropolitana.

1936
Chiude il tratto di Metropolitan Line fra Aylesbury e Verney Junction.
1937
- Vengono uniti l'Hampstead Tube e i percorsi della C&SLR e viene creata una nuova linea, la linea Northern[61][62].
- La CLR viene rinominata linea Central[61].

1938
Una collisione tra due treni fra le stazioni di Embankment e Temple ha un esito di sei morti e quarantacinque feriti.
1939
- La Bakerloo line si estende da Baker Street a Finchley Road e prende possesso dei servizi della Metropolitan Line fino a Stanmore[8].
- La Northern Line si estende da Archway a East Finchley[8].
- La LPTB sospende parte del New Works Programme a causa dell'avvento della seconda guerra mondiale[63].
- Finiscono i servizi della District Line di Southend-on-Sea[8].

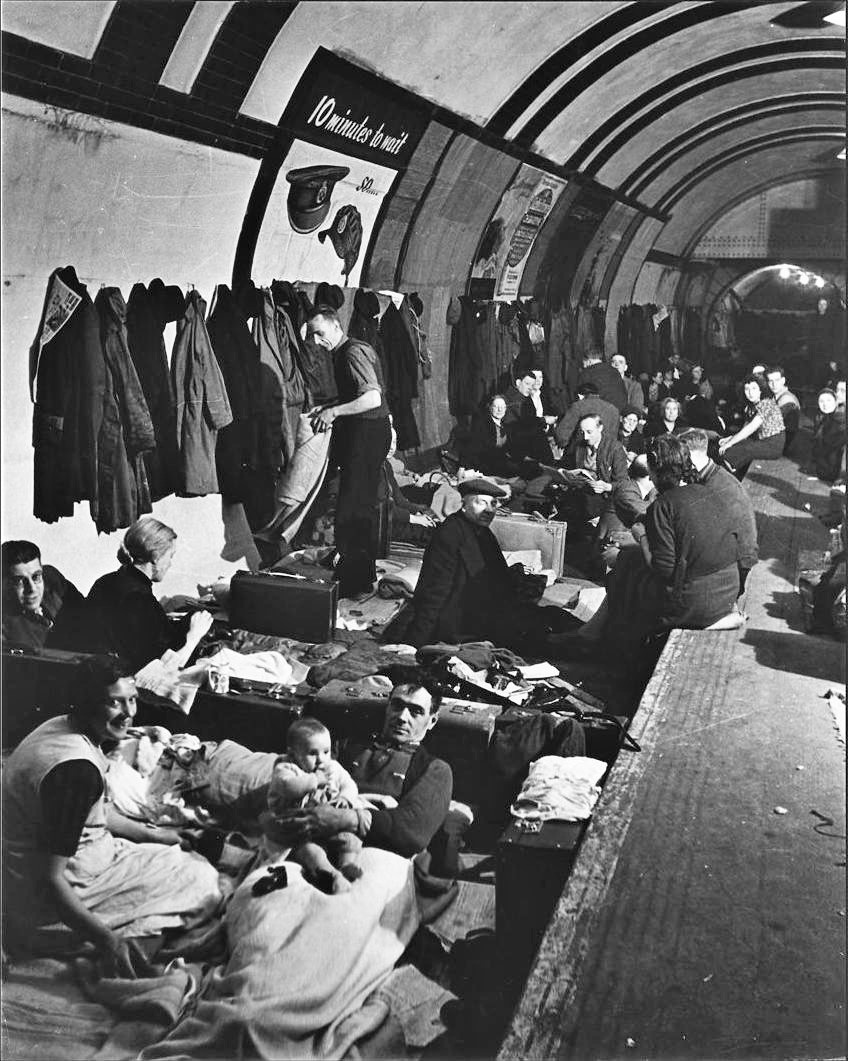
I londinesi durante i bombardamenti nazisti utilizzarono le stazioni della metropolitana come rifugi antiaereo. In questa foto, la stazione di West End.

## 1940-1949
1940
- La Northern Line si estende fino ad High Barnet[8].
- Vengono ritirati i servizi della Metropolitan Line tra le stazioni di Latimer Road e Kensington Olympia dopo un bombardamento ad Uxbridge Road[8][64].
- I londinesi utilizzano le stazioni della metropolitana di Londra come rifugi antiaereo nella battaglia d'Inghilterra[65]. Vengono uccisi dalle bombe naziste alcune persone che si rifugiavano a Charing Cross (7 morti), Bounds Green (19 morti), Balham (68 morti), Tottenham Court Road (1 morto) e Camden Town (1 morto)[64].

1941
- La Northern line si estende fino a Mill Hill East[8].
- Un deposito ad Aldenham viene convertito per la costruzione di bombardieri Halifax[66].
- La Plessey Inc. utilizza dei tunnel della linea Central mai aperti fra Wanstead e Gants Hill come una fabbrica sotterranea[67].
- Una bomba nazista esplode nella sala biglietteria della stazione di Bank, con l'esito di 56 morti[68].

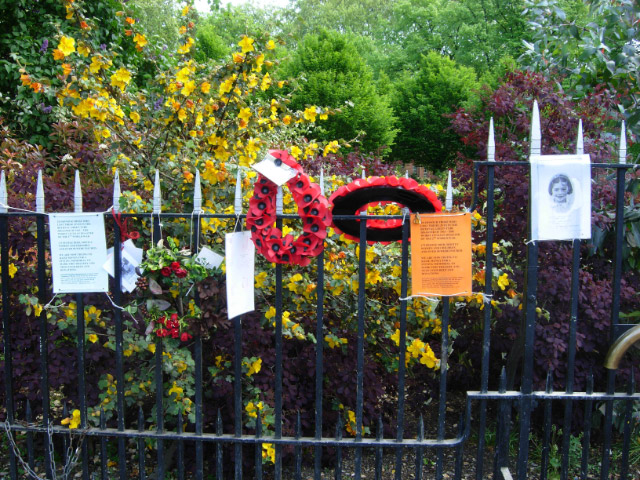
Oggi vicino alla stazione di Bethnal Green è presente un memoriale, in ricordo alle 143 persone che nel 1943 persero la vita.

1943
Il Panico in una folla che entra nel rifugio antiaereo di Bethnal Green provoca la morte di 173 persone calpestate.
1946
La Central line si estende da Liverpool Street a Stratford.
1947
- La Central line si estende da Stratford a Woodford e Newbury Park e da North Acton a Greenford[8].
- Si ritira Lord Ashfield dalla LPTB[69].

1948
- Il London Transport Executive sostituisce il LPTB[70].
- La Central line si estende da Roding Valley a Loughton e prende possesso della diramazione di West Ruislip[8].

1949
- La Central line si estende fino a Ongar[8].
- Appare sulle cartine della metropolitana la linea Circle, per la prima volta identificata come un servizio distinto[8].

## 1950-1959

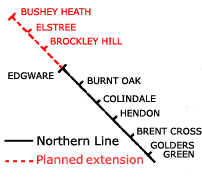
L'estensione fino a Bushey Heath, mai realizzata.

1950
Il LTE abbandona il New Works Programme, che doveva costruire delle nuove diramazioni verso Bushey Heath.
1953
- Il LTE abbandona l'offerta pubblica di acquisto fra Mill Hill East ed Edgware a causa della mancanza di fondi e dell'inaspettata diminuzione del numero di passeggeri[72].
- Una collisione fra due treni nella Central Line fra Stratford e Leyton uccide 12 passeggeri[73].

1955
Il deposito di Aldenham apre come un deposito per la riparazione dei bus.
1956
Il Parlamento approva la costruzione della linea Victoria.
1957
I treni elettrici sostituiscono le carrozze a vapore fra Epping ed Ongar.

## 1960-1969
1960
- Viene pubblicata l'ultima cartina di Harry Beck[77]
- I treni elettrici sostituiscono le carrozze a vapore fra Chalfont & Latimer e Chesham[78].

1961
Vengono ritirati i servizi della Metropolitan Line fra Aylesbury ed Amersham.
1963
La London Transport Board (LTB) sostituisce LTE.
1964
- Vengono ritirati i servizi della District Line fra Acton Town e Hounslow West[8].
- Vengono ritirati i servizi della Northern City Line fra Drayton Park e Finsbury Park per poter riutilizzare i tunnel per la linea Victoria[80].
- Vengono installati i primi tornelli a Stamford Brook, Chiswick Park e Ravenscourt Park[79][nota 5].
- Vengono utilizzati i primi treni automatici del mondo fra Hainault e Woodford per testare i sistemi operativi della Victoria Line[79].

1968
Apre la linea Victoria. Per il momento opera fra Walthamstow Central e Warren Street.
1969
La linea Victoria si estende alla stazione di Victoria.

## 1970-1979
1970
Il Greater London Council (GLC) prende possesso della gestione della metropolitana dalla LTB.
1971
- La linea Victoria si estende fino a Brixton[8].
- Spariscono le locomotive a vapore dalla metropolitana di Londra.

1975
- C'è una collisione a Moorgate. provoca 43 morti.
- La Piccadilly Line si estende da Hounslow West a Hatton Cross[8].

1976
- La Northern line (Highbury Branch) passa sotto la gestione della British Rail.
- Durante una campagna contro la metropolitana, un criminale dell'Irish Republican Army (IRA) detona una bomba su un treno e uccide il guidatore un passeggero.

1977
La linea Piccadilly si estende da Hatton Cross ai terminal 1, 2 e 3 dell'aeroporto di Heathrow.
1979
Apre la Jubilee Line. Per il momento opera fra Baker Street e Charing Cross e prende possesso dei servizi della linea Bakerloo per Stanmore.

## 1980-1989

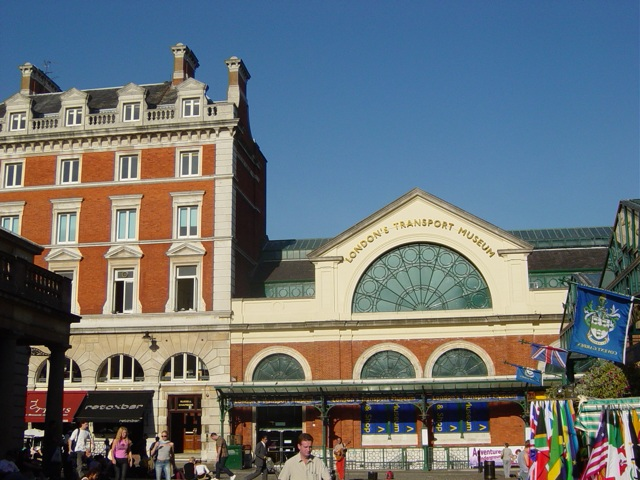
Il London Transport Museum visto dall'esterno.

1980
Apre a Covent Garden il London Transport Museum.
1981
Il GLC introduce la Fares Fair policy per ridurre il prezzo dei biglietti.
1982
- La Fares Fair policy fallisce a causa di una sfida legale dal Bromley London Borough Council[nota 6].
- Vengono ritirati i servizi della Bakerloo Line fra Stonebridge Park e Watford Junction[8].

1983
Il LTE introduce la Travelcard e divide la rete metropolitana in cinque fare zones.
1984
- Ritornano i servizi della Bakerloo Line fra Stonebridge Park e Harrow & Wealdstone[8].

Un incendio a Oxford Circus brucia le piattaforma della linea Victoria e danneggia quelle della Bakerloo.
- Il London Regional Transport (LRT) sostituisce LTE.

1986
La Piccadilly Line apre l'Heathrow loop e la stazione di Heathrow Terminal 4.
1987
- Un incendio alla stazione di King's Cross uccide 31 persone.
- Apre la prima linea dei Docklands Light Railway fra Tower Gateway, Stratford ed Island Gardens.

## 1990-1999

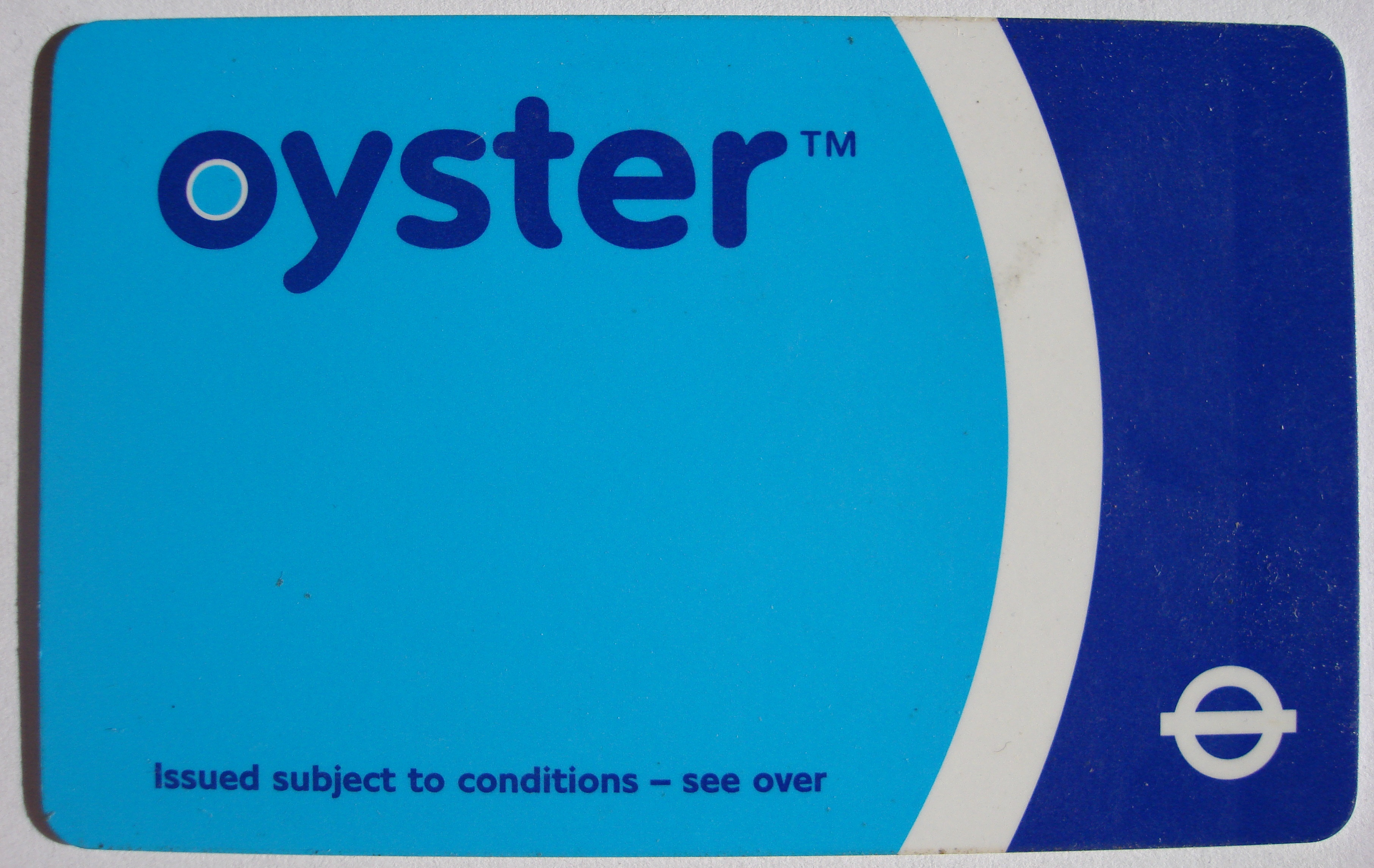
L'Oyster Card.

1990
Per la prima volta appare sulle cartine la linea Hammersmith & City.
1991
Viene creata la Travelcard Zone 6.
1994
- La gestione della linea Waterloo & City passa dalla British Rail alla metropolitana di Londra[8].
- Chiude la diramazione di Aldwych della linea Piccadilly[8].
- Chiude il tratto di linea Central che va da Epping a Ongar[8].

1995
Chiude l'East London Line per permettere la riparazione del Thames Tunnel.
1998
Riapre l'East London Line.
1999
La linea Jubilee si estende da Green Park a Stratford. Chiude il tratto fra Green Park e Charing Cross.

## 2000-2009
2002
Chiude la Lots Road Power Station.
2003
- La TfL prende il controllo del London Underground Limited dal Department for Transport.
- Viene creata e diffusa l'Oyster Card[81].
- Un convoglio della Central Line deraglia vicino alla stazione di Chancery Lane[82].

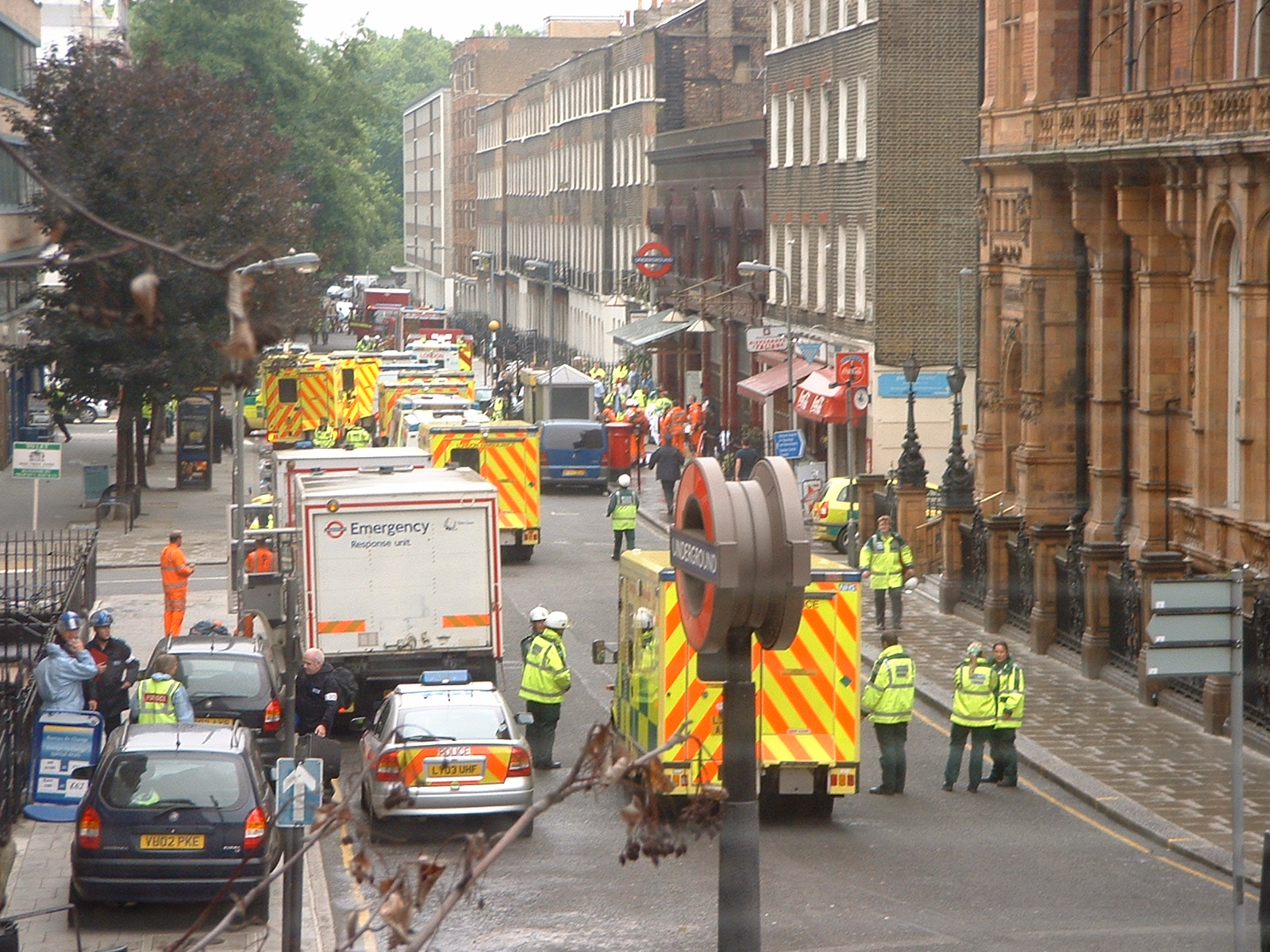
L'intera città era in subbuglio durante gli attentati. Qui, davanti alla stazione di Russell Square.

2005
Durante gli attentati a Londra, esplodono tre bombe su dei convogli della metropolitana e una bomba esplode su un bus a Tavistock Square; i feriti sono più di 700 e i morti 52.
2006
Chiude l'East London Line da Shoreditch a Whitechapel.
2007
L'East London Line chiude completamente e viene integrata nella London Overground.
2008
La Piccadilly line si estende fino alla stazione di Heathrow Terminal 5.
2009
- Iniziano i lavori per la Crossrail[84].
- Si estende la linea Circle verso Hammersmith.
- Apre la stazione di Wood Lane.

## 2011
2011
- Riapre l'East London Line come parte della rete della London Overground.
- La TfL prende possesso delle linee della metropolitana.